# Berberis weberbaueri
Berberis weberbaueri är en berberisväxtart som beskrevs av Camillo Karl Schneider. Berberis weberbaueri ingår i släktet berberisar, och familjen berberisväxter. Inga underarter finns listade i Catalogue of Life.